# Planta Piloto para el Aislamiento de Residuos

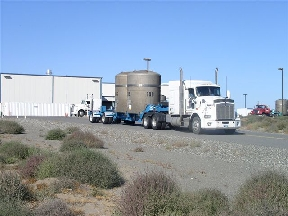
El embarque número 100 de residuos de transuránidos deja la instalación de recepción y tratamiento de los residuos (WRAP), dirigiéndose al WIPP.

La Planta Piloto para el Aislamiento de Residuos o WIPP es el primer almacenamiento subterráneo licenciado para el almacenamiento seguro y permanente de residuos radioactivos transuránidos. Esta planta se destina solo a los residuos procedentes de la investigación y de la producción de armamento nuclear.
Se encuentra 20 millas al este de Carlsbad (Nuevo México).
Los residuos se sitúan en salas a unos 650 metros bajo tierra que se han excavado en una formación salina de unos 600 metros de espesor que ha permanecido estable durante más de 200 millones de años. La sal actuaría como un medio plástico sellando cualquier grieta que pudiera desarrollarse a lo largo del tiempo, y por ello fue elegida como medio para el proyecto WIPP.
Los residuos que pueden almacenarse en este lugar deben cumplir ciertos "criterios de aceptación de residuos". Por ejemplo, el WIPP no es adecuado para los residuos de alta actividad procedente de las centrales nucleares, ya que desprenden calor que a su vez atrae el agua, que finalmente podría llevar a una corrosión de los empaquetamientos de los residuos y la disolución de estos en el agua salada. Los contenedores además solo pueden contener una cantidad limitada de líquidos, ya que la energía emitida por los materiales residuales podría disociar el agua en hidrógeno y oxígeno, que a su vez podría crear un ambiente explosivo en el interior del contenedor. Por ello los contenedores deben poseer ventilaciones para evitar esto.
c
Ya que una intrusión o una excavación en el área sería peligrosa, incluso tiempo después de que el área deje de ser usada activamente, existen planes para construir marcadores que avisen ante una intrusión humana inadvertida en los próximos diez mil años.
El Departamento de Energía de los Estados Unidos comenzaron la planificación de esta instalación en 1974. Tras más de 20 años de estudios científicos, de interacción con el público y peticiones del regulador, WIPP comenzó sus operaciones el 26 de marzo de 1999. Las operaciones de almacenamiento se espera que continúen hasta el 2070, con una vigilancia sobre el emplazamiento al menos durante los siguientes 100 años. En el año 2006 la instalación ya había procesado 5000 embarques de residuos.